# Carl Joseph Traugott Henckel von Donnersmarck
Carl Joseph Traugott Henckel von Donnersmarck (ur. 5 stycznia 1773 r., zm. 26 lutego 1850 r.) – hrabia, królewski pruski kapitan i administrator dystryktu.

## Życie

Herb rodziny Henckel von Donnersmarck

Hrabia Carl Joseph Traugott Henckel von Donnersmarck był członkiem austriacko-niemieckiej rodziny szlacheckiej Henckel von Donnersmarck. Był synem hrabiego Gottlieba Ernsta Henckel von Donnersmarck (1736–1810), dziedzicznego pana Matzdorf na Górnym Śląsku i jego żony Louise Dorothea Marianne (1744–1794), z domu von Ohlen und Adlerscron. Po karierze w armii pruskiej, gdzie dosłużył się stopnia kapitana, około 1800 roku został administratorem dystryktu w powiecie Beuthen. Pełnił funkcję administratora okręgowego do 1840 roku, a jego następcą został Adolph von Tieschowitz.

## Rodzina
Carl Joseph Traugott, hrabia Henckel von Donnersmarck, poślubił swoją pierwszą żonę Helene, z domu von Kraft (1787 - 14 sierpnia 1819) 11 lutego 1804 roku. Z tego małżeństwa, zakończonego rozwodem w 1811 r., narodził się syn, późniejszy major pruski, hrabia Carl Lazarus Fedor Adolf Constantin, urodzony 19 maja 1810 r.
W drugim małżeństwie poślubił 12 kwietnia 1812 roku Luise, z domu von Salisch i Nassengrieff z Kochern na Dolnym Śląsku (1 września 1789 - 25 września 1855 we Wrocławiu). Dzieci z drugiego małżeństwa to:
- Hrabia Ottomar Karl Lazarus Leo Max, urodzony 25 marca 1817 r., pruski premier-namiestnik.
- Hrabia Lothar Oswald Colmar Hugo, urodzony 19 sierpnia 1819 r., honorowy kawaler Orderu Świętego Jana, pruski kapitan i dowódca kompanii w 4. Dolnośląski Pułk Piechoty Nr 51

## Literatura
- Rolf Straubel : Podręcznik biograficzny pruskich urzędników administracyjnych i sądowych 1740–1806/15, KG Saur Verlag, Monachium 2009, s. 408; Numer katalogowy: 978-3-598-23229-9
- Gothaisches genealogisches Taschenbuch der gräflichen Häuser auf das Jahr 1865, tom 38, Gotha autorstwa Justusa Berthesa w wyszukiwarce Google Book Search str. 369
- Gothaisches genealogisches Taschenbuch der gräflichen Häuser auf das Jahr 1855, 28 rok, Anatiposi Verlag, 2023 w wyszukiwarce Google Book Search str. 16; Numer katalogowy: 978-3-38203-390-3
- Deutsche Grafen-Haeuser der Gegenwart in heraldischer, historischer und genealogischer Beziehung, tom 1, Ernst Heinrich Kneschke, Lipsk, TO Weigel, 1852 w wyszukiwarce Google Book Search str. 344